# Jónsfjall
Jónsfjall är ett berg i republiken Island. Det ligger i regionen Austurland, 400 km öster om huvudstaden Reykjavík. Toppen på Jónsfjall är 941 meter över havet.
Trakten runt Jónsfjall är nära nog obefolkad, med mindre än två invånare per kvadratkilometer. Närmaste större samhälle är Seyðisfjörður, omkring 36 kilometer sydost om Jónsfjall. Trakten runt Jónsfjall består i huvudsak av gräsmarker.